# Vasiliki Tsaroucha
Vasiliki Tsaroucha (Quíos, Grecia, 28 de septiembre de 1982) es una árbitra de baloncesto griega. Internacional FIBA desde 2013, dirige en la Greek Basket League (desde 2014) y forma parte del grupo de oficiales de EuroLeague Basketball desde la temporada 2019-20. En el ecosistema femenino arbitró varias Final Four de EuroLeague Women y participó en los EuroBasket Women 2017 y 2019.

## Trayectoria
Formada en el colectivo arbitral de la EOK, obtuvo la licencia internacional FIBA en 2013 y desde 2014 arbitra en la máxima categoría masculina griega (ESAKE). En julio de 2019 se incorporó al panel de Euroliga y EuroCup de Euroleague Basketball. Desde entonces figura de manera continuada en el listado oficial de colegiados de la competición.

## Euroliga y EuroCup
- Euroliga: 2019-20 – presente. Alta en julio de 2019; presencia en el listado oficial en temporadas posteriores.[2][3]
- EuroCup: 2019-20 – presente. El 17 de noviembre de 2021 integró, junto a Anne Panther, el primer dúo femenino que arbitró un partido en competiciones europeas masculinas de primer nivel (Frutti Extra Bursaspor–Gran Canaria).[4]

Partidos destacados
- Euroliga RS 2021–22: LDLC ASVEL Villeurbanne – Crvena Zvezda mts (21/01/2022). Árbitros: Luigi Lamonica, Emilio Pérez, Vasiliki Tsaroucha.[5]
- EuroCup RS 2021–22 (hito histórico): Frutti Extra Bursaspor – Gran Canaria (17/11/2021), primer partido con dos árbitras (Tsaroucha + Anne Panther).[4]

## Palmarés y reconocimientos
- Segunda mujer en la Euroliga masculina (desde 2019), tras Anne Panther.[6][7]
- Primer dúo femenino en un partido de competiciones europeas masculinas (EuroCup 2021–22, Bursaspor–Gran Canaria).[8]